# Berthe Bovy
Berthe Bovy, all'anagrafe Berthe Marguerite Jeanne Bovy, nota anche con lo pseudonimo di Betty Bovy (Liegi, 6 gennaio 1887 – Montgeron, 27 febbraio 1977), è stata un'attrice belga.

## Biografia
Bovy recitò in teatro, film e programmi televisivi per oltre 60 anni. Figlia del giornalista Théophile Bovy, che la introdusse nel mondo dello spettacolo, si iscrisse al Conservatorio Reale di Bruxelles dopo un incontro con l'attrice Sarah Bernhardt. Dal 1904 al 1906 studiò al CNSAD (Conservatoire national supérieur d'art dramatique) di Parigi. nel 1907, entrò a far parte della Comédie-Française.
Si sposò e divorziò tre volte, la prima con l'attore cinematografico Charles Gribouval, la seconda con l'artista Ion Anton Ion-Don e la terza, nel 1929, con l'attore Pierre Fresnay. Morì a Montgeron, in Francia, ed è sepolta nel cimitero di Sainte-Walburge a Liegi.

## Filmografia

### Cinema
- L'Assassinat du duc de Guise, regia di André Calmettes e Charles Le Bargy - cortometraggio (1908)
- Tarakanowa et Catherine II , regia di Albert Capellani - cortometraggio (1909)
- L'Enfant guidait ses pas, regia di Paul Gavault - cortometraggio (1909)
- On ne badine pas avec l'amour , regia anonima - cortometraggio (1910)
- Oedipe roi, regia di André Calmettes - cortometraggio (1910)
- Le Tyran de Jérusalem, regia di Camille de Morlhon - cortometraggio (1910)
- Grandeur d'âme, regia di Henri Andréani - cortometraggio (1910)
- Le Marchand d'images, regia di Henri Andréani - cortometraggio (1910)
- La Reine Margot, regia di Camille de Morlhon - cortometraggio (1910)
- La fin de la royauté, regia di André Calmettes - cortometraggio (1910)
- La dette, regia anonima - cortometraggio (1910)
- David et Goliath, regia di Henri Andréani - cortometraggio (1910)
- Latude ou Trente-cinq ans de captivité, regia di Gérard Bourgeois e Georges Fagot - cortometraggio (1911)
- L'Écharpe, regia di André Calmettes - cortometraggio (1911)
- Madame Tallien, regia di Camille de Morlhon - cortometraggio (1911)
- Le Roman d'une pauvre fille, regia di Gérard Bourgeois (1911)
- Le duc de Reichstadt, Napoléon II (1811-1832), regia di Georges Denola - cortometraggio (1911)
- L'Histoire d'une rose, regia di Camille de Morlhon - cortometraggio (1911)
- L'Affaire du collier de la reine, regia di Camille de Morlhon - cortometraggio (1912)
- Le Dévouement d'une soeur, regia anonima - cortometraggio (1912)
- L'attrait de Paris, regia di Gérard Bourgeois - cortometraggio (1912)
- Grisélidis, regia di Charles Perrault - cortometraggio (1912)
- La Légende du miroir, regia anonima - cortometraggio (1912)
- Méprise fatale, regia di Gérard Bourgeois - cortometraggio (1912)
- L'Infidèle, regia di René Leprince - cortometraggio (1912)
- Absalon, regia di Henri Andréani - cortometraggio (1912)
- La conquête du bonheur, regia di Gérard Bourgeois - cortometraggio (1912)
- Coeur de femme, regia di René Leprince e Ferdinand Zecca (1913)
- Le Fils de Lagardère, regia di Henri Andréani (1913)
- Le baiser suprême, regia di Edmond Floury (1913)
- Le Roman de Carpentier, regia anonima - cortometraggio (1914)
- La Terre, regia di André Antoine (1921)
- Le Joueur, regia di Gerhard Lamprecht e Louis Daquin (1938)
- Smarrimento (Je t'attendrai), regia di Léonide Moguy (1939)
- La Belle Aventure, regia di Marc Allégret (1942)
- Ribellione (Boule de suif), regia di Christian-Jaque (1945)
- Le ultime vacanze (Les dernières vacances), regia di Roger Leenhardt (1948)
- L'Ombre, regia di André Berthomieu (1948)
- Il grande vessillo (D'homme à hommes), regia di Christian-Jaque (1948)
- L'eredità di Fernandel (L'armoire volante), regia di Carlo Rim (1948)
- Fantomas contro Fantomas (Fantômas contre Fantômas), regia di Robert Vernay (1949)
- Scandalo alle assise - la trappola (La souricière), regia di Henri Calef (1950)
- La Maison Bonnadieu, regia di Carlo Rim (1951)
- Il caso Maurizius (L'affaire Maurizius), regia di Julien Duvivier (1954)
- Il segreto di Suor Angela (Le secret de soeur Angèle), regia di Léo Joannon (1956)
- Bonjour Toubib, regia di Louis Cuny (1957)
- Mon oncle du Texas, regia di Robert Guez (1962)
- Le Dimanche de la vie, regia di Jean Vautrin (1967)
- Aussi loin que l'amour, regia di Frédéric Rossif (1971)

### Televisione
- Knock ou Le triomphe de la médecine, regia di Marcel Cravenne - film TV (1955)
- Énigmes de l'histoire – serie TV, episodi 1x6-1x9 (1957)
- Les Cinq Dernières Minutes – serie TV, episodi 1x23 (1962)
- Miss Mabel, regia di Abder Isker - film TV (1962)
- Les Raisins verts – serie TV (1963)
- Faux-Jour, regia di Albert Riéra - film TV (1965)
- L'Arlésienne, regia di Pierre Badel - film TV (1967)
- Au théâtre ce soir – serie TV (1968)
- Les enquêtes du commissaire Maigret – serie TV, episodi 2x3 (1968)
- Tango, regia di Jean Kerchbron - film TV (1970)
- Crime et châtiment, regia di Stellio Lorenzi - film TV (1971)
- La Belle aventure, regia di Jean Vernier - filom TV (1971)